# Instituto Carlos I de Física Teórica y Computacional
El Instituto Carlos I de Física Teórica y Computacional (iC1) de la Universidad de Granada es un instituto universitario de investigación científica y docencia en el área de la Física. El instituto se fundó en el año 1991 y cuenta con las siguientes líneas de investigación: Física Cuántica y Matemáticas, física estadística, Astrofísica y Física Hadrónica.

## Descripción
Desde su creación, el iC1 ha cultivado la investigación científica, tanto fundamental como aplicada, con un marcado énfasis en los campos de la Física Teórica y de la Física Computacional. Por su carácter universitario, desempeña también labores docentes que comprenden aspectos básicos e interdisciplinares de la Física. Entre sus propósitos está estimular y promover el mérito científico, así como una ágil interacción entre sus miembros.
El IC1 ha mantenido un esfuerzo decidido por mejorar sus infraestructuras de computación, captando nuevos recursos y optimizando el uso de los disponibles. Esto ha permitido que en la actualidad disponga del supercomputador PROTEUS, un ordenador de alto rendimiento orientado al cálculo intensivo y que da servicio a medio centenar de investigadores de varios países, entre ellos España, Italia, México y Estados Unidos. PROTEUS es una herramienta imprescindible sin la cual muchos problemas no podrían abordarse y que incorpora las últimas tendencias en computación, incluyendo servicios de “cloud computing” y “cloud storage”.
El IC1 no se limita a potenciar y facilitar la labor de sus grupos de investigación, sino que además desarrolla una notable actividad en docencia de posgrado mediante la puesta en marcha de títulos de marcado carácter interdisciplinar como el programa ACTO (Aplicaciones Científico Técnicas del Ordenador),  el curso Aplicaciones del Ordenador para el Aula de Ciencias en Educación Secundaria o el curso de verano Aspectos Físicos y Matemáticos de la Naturaleza y la Sociedad. Además, participó en la creación del programa de máster y doctorado FISYMAT (Física y Matemáticas).
Entre otras actividades, el IC1 también destaca por la participación en redes de investigación internacionales, nacionales y locales. En particular, ha contribuido a crear un nodo español del CECAM, participa en diferentes redes dentro de los programas FP7 y H2020, y forma parte de GENIL (dentro del CEI-BIOTIC de la Universidad de Granada). El IC1 impulsa y financia congresos y workshops internacionales -entre los que sobresale la organización el congreso bianual GRANADA SEMINAR desde hace 20 años- además de multitud de colaboraciones científicas. Otro aspecto reseñable es la difusión de la ciencia en ámbitos nacionales e internacionales, por ejemplo mediante el apoyo a las iniciativas STATPHYS y FISES,  y la participación en sociedades científicas (EPS, IUPAP,…).

## Servicio de computación
Desde hace casi 20 años, el iC1 ofrece un servicio de computación a sus miembros y colaboradores denominado PROTEUS. PROTEUS está formado un clúster de computadores conectados por red de alta velocidad que corren sobre GNU/Linux. Esta arquitectura, conocida como Beowulf,  es especialmente flexible para tareas de índole diversa y facilita notablemente el mantenimiento.